# Il filo invisibile
Il filo invisibile è un film del 2022 diretto da Marco Simon Puccioni.

## Trama
Leone ha 16 anni e vive in Italia con i suoi due padri, Simone e Paolo. Il ragazzo è nato in California grazie a una madre surrogata (Tilly) di nazionalità statunitense. Cresciuto in Italia, Leone vivrà in prima persona le lotte per ottenere i diritti legati alla sua particolare condizione, e allo stesso tempo la crisi familiare dovuta alla separazione dei genitori.
Tutto questo spingerà Leone a riflettere sulla vera natura del "filo invisibile" che lo lega ai suoi genitori e a tutti coloro che hanno desiderato la sua venuta al mondo.

## Distribuzione
Il film è stato distribuito nelle sale cinematografiche italiane dal 21 febbraio 2022 per poi essere distribuito su Netflix il 4 marzo seguente.

## Accoglienza
Dopo l'uscita su Netflix Il filo invisibile si è piazzato al secondo posto tra i film più visti  ed è rimasto nei primi dieci film più visti per tre settimane in Italia e in altri paesi. Il pubblico ha espresso per questo film una media molto buona ("IMDB": 6,8/10; "Mymovies.it": 3,7/5 ; "Movieplayer.it": 4,7/5  e sull'aggregatore di recensioni "Rotten Tomatoes" il film ha ottenuto il 40% del Tomatometer e il 78% dei Popcornmeter. 
Secondo diverse testate internazionali Il filo invisibile è stato considerato tra i dieci migliori film del 2022 di Netflix  e tra i 10 migliori film a tematica Lgbtq dell’anno.
In generale, Il filo invisibile è stato accolto positivamente per la sua capacità di bilanciare dramma e commedia nel rappresentare con leggerezza e autenticità le dinamiche delle famiglie omogenitoriali, pur con alcune riserve riguardo alla profondità dell'analisi dei temi trattati.

## Riconoscimenti
- 2022 – Nastro d'argento[5]
  - Migliore attore in un film commedia a Filippo Timi e Francesco Scianna
  - Candidatura per il miglior soggetto Marco Simon Puccioni
- 2022 – Premio Anna Magnani[6]
  - Miglior regia a Marco Simon Puccioni
  - Migliore Attore a Francesco Scianna
  - Miglior attore rivelazione a Francesco Gheghi
- 2022 – Premio Atena Nike
  - Miglior film a tematica sociale
  - Miglior attore esordiente a Emanuele Maria Di Stefano
  - Miglior attrice esordiente a Giulia Maenza
- 2022 – Fabrique Awards[7]
  - Migliore Attore 2022 a Francesco Gheghi